# Tyukod, Szabolcs-Szatmár-Bereg
Tyukod  este un sat în districtul Csenger, județul Szabolcs-Szatmár-Bereg, Ungaria, având o populație de 2.106 locuitori (2011). 

## Demografie
Componența etnică a satului Tyukod
     Maghiari (96,38%)
     Romi (2,96%)
     Români (0,66%)
Componența confesională a satului Tyukod
     Reformați (69,85%)
     Greco-catolici (5,89%)
     Romano-catolici (5,22%)
     Fără religie (3,42%)
     Necunoscută (15,62%)
     Alte religii (1,09%)
Conform recensământului din 2011, satul Tyukod avea 2.106 locuitori. Din punct de vedere etnic, majoritatea locuitorilor (96,38%) erau maghiari, cu o minoritate de romi (2,96%).  Din punct de vedere confesional, majoritatea locuitorilor (69,85%) erau reformați, existând și minorități de greco-catolici (5,89%), romano-catolici (5,22%) și persoane fără religie (3,42%). Pentru 15,62% din locuitori nu este cunoscută apartenența confesională.